# Вік Вайлд
Вік Вайлд (англ. Vic Wild, рос. Вик Уайлд; 23 серпня 1986, Вайт-Селмон, Вашингтон, США) — російський сноубордист американського походження. Дворазовий олімпійський чемпіон зимових ігор 2014 року у паралельному гігантському і паралельному слаломах. Прийняв російське громадянство 2011 року після одруження з російською сноубордисткою Альоною Заварзіною.

## Олімпійські ігри
| Рік  | Місто                     | ПС  | ПГС |
| ---- | ------------------------- | --- | --- |
| 2014 | Сочі, Росія               | 1   | 1   |
| 2018 | Пхьончхан, Південна Корея | Н/Д | 9   |
| 2022 | Пекін, Китай              | Н/Д | 3   |